# Введенский сельсовет (Мишкинский район)
Введе́нский сельсовет — упразднённые административно-территориальная единица и муниципальное образование в составе Мишкинского района Курганской области России. 
Административный центр — село Введенское.
С 23 декабря 2021 года Законом Курганской области от 10.12.2021 № 145 муниципальный район был преобразован в муниципальный округ, сельсовет упразднён.

## История
В соответствии с Законом Курганской области от 6 июля 2004 года № 419 сельсовет наделён статусом сельского поселения.

## Население
| 1989 | 2002  | 2010 | 2012 | 2013 | 2014 | 2015 |
| ---- | ----- | ---- | ---- | ---- | ---- | ---- |
| 1396 | ↘1162 | ↘796 | ↘757 | ↘714 | ↘690 | ↘673 |
| 2016 | 2017  | 2018 | 2019 | 2020 |      |      |
| ↘652 | ↘640  | ↘606 | ↘600 | ↘585 |      |      |

## Состав сельского поселения
| № | Населённый пункт | Тип населённого пункта       | Население |
| - | ---------------- | ---------------------------- | --------- |
| 1 | Быдино           | деревня                      | ↘1        |
| 2 | Введенское       | село, административный центр | ↘595      |
| 3 | Пестово          | деревня                      | ↘69       |
| 4 | Речкалово        | деревня                      | ↘17       |
| 5 | Сладкое          | станция                      | ↘114      |